# Aconitin
Aconitin là một alkaloid cực độc có nguồn gốc từ các loài ô đầu (phụ tử, thuộc chi Aconitum), chủ yếu ở loài ô đầu hoa tím Aconitum napellus. Nó là một chất độc thần kinh có khả năng mở các kênh ion Na+ nhạy cảm TTX ở tim và các cơ quan khác, và nó được sử dụng để tạo ra các mô hình loạn nhịp tim.
Aconitin có công thức hóa học C34H47NO11, và dễ hòa tan trong cloroform hay benzen, hòa tan ít trong rượu hay ête, và nói chung không hòa tan trong nước. Aconitin có thể bị thủy phân thành benzoylaconin và aconin. 

## Độc tính
Aconitin và các alkaloid có liên quan tới nó rất dễ bị hấp thụ khi nuốt phải cũng như được hấp thụ qua đường tiếp xúc với da và các màng nhầy. Hiệu ứng của aconitin dựa trên sự gia tăng độ thẩm thấu của các ion natri qua các màng ngăn, làm chậm lại quá trình tái phân cực. Nó có tác động tới hệ thần kinh ngoại biên cũng như trung tâm. Ở liều thấp gây ra các tác động kích thích, ở liều cao hơn một chút thì tạo cảm giác nóng bỏng, gây nôn mửa, chóng mặt còn ở liều cao hơn nữa thì gây tê liệt và dẫn tới tử vong do trụy tim.
Nó có liều gây tử vong LD50 ở chuột nhắt (truyền ven) là 0,12 mg/kg và ở chuột cống (miệng) là 5,97 mg/kg. Ở người liều gây tử vong nằm trong khoảng 2–5 mg/kg theo đường miệng.

## Sử dụng
Aconitin dưới dạng hợp chất trong rễ phơi khô của các loài ô đầu đã được sử dụng phối hợp với một số vị thuốc khác (thiên nam tinh, bán hạ, phòng phong, xuyên khung, bạch chỉ v.v) trong y học cổ truyền phương Đông (Trung Quốc, Việt Nam) với tên gọi là ô đầu, phụ tử (tùy theo loài cũng như theo loại rễ được dùng). Nó có vị cay, nóng, chứa độc và có tác dụng thẩm thấp trừ đàm, khu phong chống co thắt, giải độc và tán kết. Các cơ quan có tác dụng: tim, thận, tì. Được dùng để làm thuốc giảm đau, chống co giật, co thắt, liệt mặt, chống sung huyết, đau nửa đầu và chống thoát mồ hôi khi thân nhiệt giảm v.v. Liều dùng không quá 3-5 gam rễ đã phơi khô đem ngâm nước và đun sôi trong 4-6 giờ. Không dùng khi có thai, không dùng rễ tươi.